# Out of Frequency

Out of Frequency est le deuxième album du groupe danois The Asteroids Galaxy Tour. Il a été  commercialisé le 1er janvier 2012 par le label BMG Rights 

## Liste des titres
| No  | Titre                              | Durée |
| --- | ---------------------------------- | ----- |
| 1.  | Gold Rush Pt.1                     | 1:04  |
| 2.  | Dollars in the Night               | 1:59  |
| 3.  | Gold Rush Pt.2                     | 1:39  |
| 4.  | Major                              | 3:58  |
| 5.  | Heart Attack                       | 3:51  |
| 6.  | Out of Frequency                   | 4:33  |
| 7.  | Cloak And Dagger                   | 4:07  |
| 8.  | Arrival of The Empress ( Prelude ) | 0:42  |
| 9.  | Theme form 45 Eugenia              | 5:24  |
| 10. | Mafia                              | 4:08  |
| 11. | Ghost In My Head                   | 4:37  |
| 12. | Suburban Space Invader             | 4:26  |
| 13. | Fantasy Friend Forever             | 3:14  |
| 14. | When It Comes to Ud                | 3:30  |